# Арктическа експедиция на Фритьоф Нансен с кораба „Фрам“
Арктическата експедиция на Фритьоф Нансен с кораба „Фрам“ е експедиция с цел анализиране на теченията в Северния ледовит океан, ръководена от Фритьоф Нансен, провела се между 1893 и 1896 година.
През 1889 г. Нансен се отправя на турне из Европа и Америка, като изнася лекции за своето пътешествие в Гренландия и популяризира своите планове за нова експедиция към Северния полюс, който за разлика от своите предшественици възнамерява да достигне, като използва дрейфуващите ледове и морските течения. За такова плаване трябва специален кораб, способен да издържи натиска на ледовете. Средствата, гласувани за неговото построяване от норвежкия парламент (250 хил. норвежки крони) и събрани чрез подписка от Географското дружество и частни инвеститори (200 хил. норвежки крони) се оказват недостатъчни и Нансен изхарчва и последните си лични спестявания за да завърши строителството на кораба. През 1892 г. корабът е спуснат на вода и по настояване на съпругата му е назован „Фрам“ („Напред“).
Целта на експедицията била следната: Анализирайки теченията в Северния ледовит океан, въз основа на плаването на американския лейтенант Джордж Вашингтон де Лонг, Нансен стига до извода, че съществува подводно течение от бреговете на Сибир през Северния полюс до бреговете на Гренландия. Планът включвал „Фрам“ да замръзне в ледовете около Новосибирските острови и заедно с тях да преминат през Северния полюс и да стигнат до Гренландия. Както ще се окаже по-късно теорията на Нансен е напълно вярна и корабът успява да премине по набелязания маршрут, обаче не през полюса, а малко по-южно от него. Освен Нансен на кораба се намират още 12 души екипаж, в т.ч. и бившия му спътник в Гренландия Ото Свердруп – капитан на кораба.
На 24 юни 1893 г. „Фрам“ напуска пристанището на Християния и се отправя към Северния ледовит океан. На Нова Земя са натоварени 35 кучета от породата сибирска лайка, а в устието на река Оленьок – въглища и оборудване приготвени от Едуард Тол.
През 1893 г. в югоизточната част на Карско море експедицията открива остров Свердруп (18 август, 74°35′ с. ш. 79°29′ и. д. / 74.583333° с. ш. 79.483333° и. д.), островите Скот-Хансен (25 август, 75°18′ с. ш. 86°26′ и. д. / 75.3° с. ш. 86.433333° и. д.), архипелагът Норденшелд (26-29 август), в т.ч. островите Рингнес (75°38′ с. ш. 88°02′ и. д. / 75.633333° с. ш. 88.033333° и. д.), Мона (75°42′ с. ш. 88°40′ и. д. / 75.7° с. ш. 88.666667° и. д.), Нансен (76°15′ с. ш. 94°50′ и. д. / 76.25° с. ш. 94.833333° и. д.) и др., полуостров Оскар (7 септември, 76°23′ с. ш. 99°22′ и. д. / 76.383333° с. ш. 99.366667° и. д.), заливите Тол (76°35′ с. ш. 100°30′ и. д. / 76.583333° с. ш. 100.5° и. д.) и Гафнер (76°25′ с. ш. 102°00′ и. д. / 76.416667° с. ш. 102° и. д.) и островите Хейберг (8 септември, 77°39′ с. ш. 101°30′ и. д. / 77.65° с. ш. 101.5° и. д.).
На около 100 мили западно от Новосибирските острови, на 21 септември 1893 г., на 78°50′ с. ш. 133°37′ и. д. / 78.833333° с. ш. 133.616667° и. д. „Фрам“ замръзва в ледовете, и заедно със своя екипаж започва дрейф на северозапад към Северния полюс. Плановете на Нансен, обаче не се сбъдват да достигне с кораба Северния полюс. На 14 март 1895 г. заедно с лейтенант Фредерик Ялмар Йохансен Нансен предприема поход със ски и кучета към полюса, но на 7 април 1895 г. успява да достигне рекордната за това време 86º 13` 36" с.ш., само на 360 км от полюса. Преодолявайки множество трудности на 6 август 1895 г. двамата пътешественици достигат до архипелага Земя на Франц Йосиф, където зимуват от 28 септември 1895 до 19 май 1896 г. Преди зимуването в североизточната част на архипелага двамата откриват островите Бяла Земя (81°40′ с. ш. 63°20′ и. д. / 81.666667° с. ш. 63.333333° и. д.), включващи островите Ева Лив, Аделаида и Фреден.
На 18 юли 1896 г. Нансен и Йохансен неочаквано се срещат с експедицията на Фредерик Джордж Джаксън, с която на 13 август 1896 г. се завръщат в Норвегия. Точно след една седмица, на 20 август, се завръща и „Фрам“, който блестящо завършва своя дрейф през ледовете, без да загуби нито един човек. Осем месеца след тръгването на Нансен и Йохансен – на 15 ноември 1895 г. – ледовете докарват „Фрам“ до 85°56′ с. ш. 66°31′ и. д. / 85.933333° с. ш. 66.516667° и. д.. След това направлението на дрейфа са променя на югозападно и скоро се увеличава. Много често започват да се появяват плаващи ледове. През май 1896 г. отново е сглобена парната машина, а през юни е пусната в действие и корабът забочва бавно да си пробива път през ледовете, които вече не са така дебели. В утрото на 13 август 1896 г., северно от Шпицберген, „Фрам“ окончателно се освобождава от ледения плен и след една седмица се прибира в Норвегия.
Теорията на Нансен се потвърждава – корабът следва по течение, за съществуването на което той теоретично предполага. Освен това експедицията събира ценни данни за теченията, ветровете и температурите и уверено доказва, че от към страната на Азия приполярния район представлява дълбок, покрит с лед океан. Особено значения пътешествието на Нансен има за новата наука океанография. За Нансен това означава завой в неговата дейност. Океанографията става основен предмет на неговите изследвания.